# 温琴佐·维维亚尼
温琴佐·维维亚尼（義大利語：Vincenzo Viviani，1622年4月5日—1703年9月22日），意大利數學家及物理学家，伽利略·伽利莱的学生和助手，陪伴他度过了最后的岁月。伽利略去世后，他协助托利拆利进行大气压方面的研究，共同發明了气压计。他整理复原了大量的古希腊数学著作，发现了维维亚尼定理，亦曾經测量声速，结果很接近现代测量值。

## 早年
维维亚尼出生于佛罗伦萨的一个贵族家庭。在耶稣会学校中，伽利略的朋友克莱门特·萨提米（Clemente Settimi）曾教授他数学，很快就发现了维维亚尼的天赋。1638年，萨提米把维维亚尼引荐入托斯卡纳大公斐迪南二世·德·美第奇的宫廷。在从佛罗伦萨到利沃诺的长途旅行中，维维亚尼学习了欧几里德的《几何原本》的前三卷。
到达利沃诺之后，维维亚尼在宫廷临时驻地讲述了《几何原本》第一卷的前十六个命题，宫廷数学家法米阿诺·米切利尼（Famiano Michelini）出的题目也被维维亚尼当场解决。斐迪南二世非常惊讶，决定每月给维维亚尼一些资助，让他购买数学书籍，还安排维维亚尼见到了按照教廷命令被软禁在佛罗伦萨的阿切特里家中的伽利略。

## 物理学研究

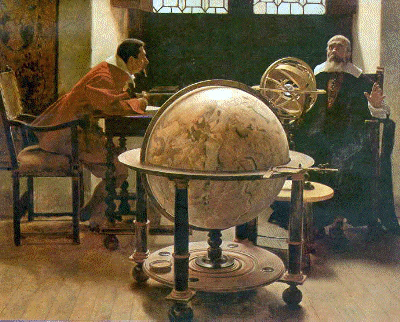
维维亚尼与伽利略

伽利略此时已经七十五岁，双眼完全失明，体弱多病，他为维维亚尼的知识和能力感到吃惊。伽利略当时正需要一位助手来记录自己的数学和物理思想，于是从1639年10月起，维维亚尼就成为了伽利略学生、助手和同伴，直至1642年1月伽利略去世为止。两年多的时间中，维维亚尼帮助伽利略进行数学和物理学研究，从他那里学到了很多。维维亚尼后来回忆道：“在《关于两门新科学的论述和数学证明》意外出版后不久，伽利略先生允许我前往他在阿切特里的居所。我们的思想交流和他的谆谆教诲中使我受益良多。他乐于研究数学这门我刚开始接触的学科。我头脑中那天生的弱点使我学习数学时会遇到困难，而他的声音总能引导我找到解决方法”。
维维亚尼对伽利略在《关于两门新科学的论述和数学证明》中第四天的内容感兴趣，他提出了一些问题，希望伽利略将论证进一步严谨化。1641年10月，物理学家埃万杰利斯塔·托里拆利从罗马来到佛罗伦萨，他和维维亚尼记录了伽利略对第五天对话的一些构想，但伽利略未能完成就去世了。伽利略去世后，托里拆利被任命为托斯卡纳的宫廷数学家，维维亚尼和他继续合作。1643年，托里拆利设计了著名的托里拆利实验，以证明大气压的存在和求出大气压可以支撑住多高的水银柱。1644年维维亚尼协助托里拆利做了这个实验，这也是气压计设计的基础。
托里拆利于1647年早逝后，维维亚尼和托斯卡纳大公国的其他数学家、物理学家们组织了一些科学实验和科学活动，这就是后来的实验科学院的前身。1656年10月10日，维维亚尼和数学家吉奥万尼·阿方索·博雷利使用单摆作为计时装置来演示声音的传播速度是定值。两天之后，他在佛罗伦萨的宫廷中测量了声速，方法是計算發炮和聽到聲音的時間的差，他们的结果是350米/秒，远比之前皮埃尔·伽桑狄测量的478米/秒接近现代值343米/秒。

## 整理古代数学著作

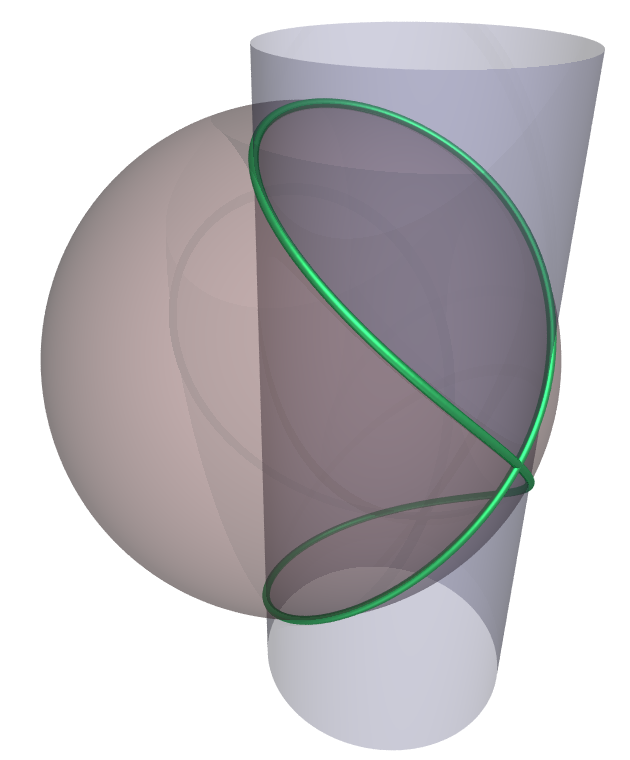
绿色的为维维亚尼曲线，又称维维亚尼窗口

1647年托里拆利去世后，维维亚尼担任了美迪奇家族的家庭数学教师，同时还兼任圭尔夫党的工程师，繁重的工作损害了维维亚尼的健康。日常事务之外，维维亚尼的研究工作主要是复原古希腊数学家大阿里斯泰俄斯的著作。亚历山大的帕普斯很赞赏大阿里斯泰俄斯关于圆锥曲线的著作，并为之写了大量评注，而大阿里斯泰俄斯的原作已然失传，维维亚尼就是从帕普斯的评论著作中去复原大阿里斯泰俄斯的原作，这一整理贯穿了他的余生。
1650年代，维维亚尼进行了阿波罗尼奥斯的《圆锥曲线论》的复原工作，原本八卷的《圆锥曲线论》当时仅存四卷，维维亚尼所复原的第五卷于1659年出版，内容和稍后发现的第五卷的阿拉伯文译本十分相似，并且论述更为深入。这使得维维亚尼获得了超过阿波罗尼奥斯的美誉，因此声名大噪。法王路易十四为他提供了法国科学院的职位，而波兰国王约翰二世也邀请他担任天文学家。最后维维亚尼还是接受了托斯卡纳大公的挽留，担任宫廷首席数学家。
1670年代维维亚尼完成了伽利略的一个遗愿，整理完了欧几里德的《几何原本》中阐述比例理论的第五卷，并将伽利略、托里拆利和自己的观点写在注释和附录之中，这本书于1674年首版，1676年出第二版。维维亚尼在其中用螺旋和等轴双曲线来解决三等分角和圆锥面来解决倍积立方。
除了整理古代数学著作外，维维亚尼也有一些原创性贡献，他确定了旋轮线的切线，虽然并非是第一人。他发现了维维亚尼定理，即“在等边三角形内任意一点P跟三边的垂直距离之和，等于三角形的高”，这一定理有多种的证明方法，有些数学教师用其来激发学生们学习几何的兴趣，后来的研究者对其在多边形中的扩展进行了研究。
年轻的伊萨克·巴罗曾来佛罗伦萨学习数学和几何，维维亚尼曾对他予以指导。维维亚尼晚年还和戈特弗里德·莱布尼茨有过接触。他和莱布尼茨见面后相谈甚欢，但对莱布尼茨后来著作中的微积分方法不满，曾以“在一个半球圆屋顶上取四个相等大小的窗口，使得余下的表面可被展开成正方形这个问题”向其他数学家挑战，他求出的解被称作维维亚尼窗口或维维亚尼曲线。

## 伽利略的传记与著作整理

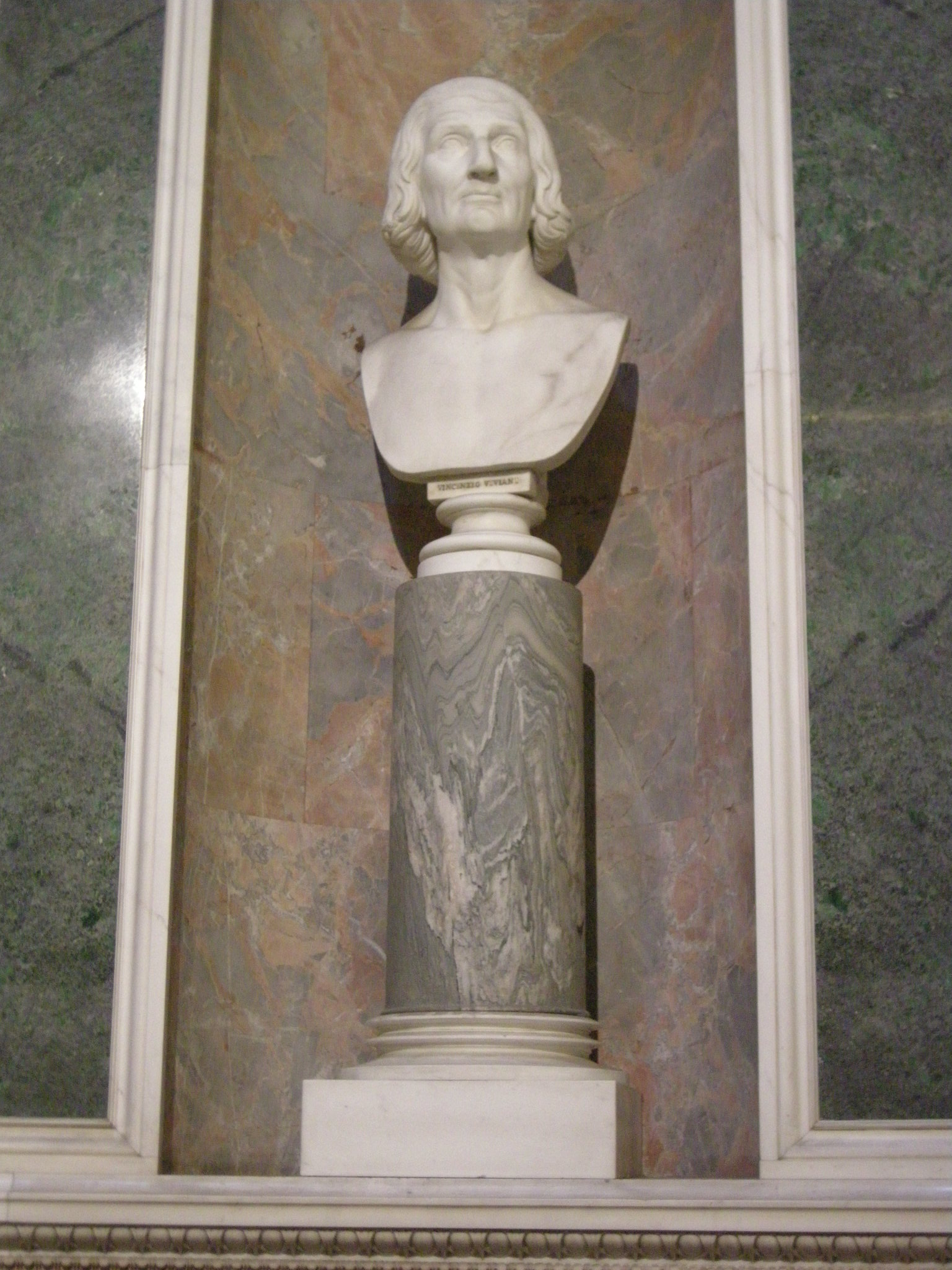
伽利略讲坛中树立的维维亚尼胸像

自从伽利略去世后，维维亚尼就一直在从事撰写伽利略的传记和整理伽利略著作的工作，他曾写道：“我是他最后的门徒，因为在他生命的最后三年，他一直是我的老师。他临终时在场的人，两位神父、托里拆利、他的儿子温琴吉奥·伽利莱和其他家里人，如今只有我一个还活着”。
1655-1656年，卡洛·马诺莱西（Carlo Manolessi）正在编辑第一版《伽利略选集》，由于《关于托勒密和哥白尼两大世界体系的对话》仍被禁止出版，马诺莱西只能编入伽利略拥有更广支持的作品。利奥波多王子要求维维亚尼为这个版本的伽利略选集写一篇伽利略生平概略。维维亚尼写了，但后来未能收入，因为维维亚尼和美迪奇家族都认为这个版本的内容不足以彰显伽利略的贡献。
维维亚尼一直希望编纂自己版本的伽利略选集。1654年他以给托斯卡纳大公的信的形式写了第二篇关于伽利略生平和著作的文章，但由于教廷的压力，这篇文章直到1717年才出版。这也是1650年代留下的三种伽利略生平记录中最详尽最可信的一种。进入二十世纪后，科学史研究者对其中记录的某些已经广为人知的事件提出质疑，比如伽利略在教堂发现单摆的等时性和比萨斜塔上做自由落体的实验，当时未见于同时代人的作品。
1674年维维亚尼致信托斯卡纳大公科西莫三世·德·美第奇，请求仿照米开朗基罗的例子，在佛罗伦萨圣十字圣殿中建立伽利略纪念碑，这一心愿当时未能实现。1693年维维亚尼在自己宅邸的入口处树立了伽利略胸像，并在其上镌刻伽利略生平。直到维维亚尼去世三十年后，佛罗伦萨圣十字圣殿才将伽利略的遗体迁葬于大殿之中，墓上树立纪念碑，建造纪念碑所用的部分资金即来源于维维亚尼的遗产。
月球上有一座环形山被命名为维维亚尼，旁边的两座小环形山被命名为维维亚尼-N和维维亚尼-P。